# Cesare Segre
Cesare Segre (Verzuolo, 4 de abril de 1928-Milán, el 16 de marzo de 2014) fue un filólogo, semiólogo, romanista y crítico literario italiano. Profesor emérito de la Universidad de Pavía, fue director del Centro de Investigación sobre Textos y Tradiciones Textuales del Instituto Universitario de Estudios Superiores (IUSS) de Pavía.

## Biografía
De origen judío, Cesare Segre vivió y estudió en Turín, donde recibió clases de Benvenuto Terracini y de su tío, Santorre Debenedetti. Se convirtió en profesor de Filología Románica en 1954 y luego enseñó en la Universidad de Trieste y en la Universidad de Pavía, donde fue nombrado profesor ordinario de Filología Románica en los años 1960. Fue profesor visitante en las universidades de Mánchester, Río de Janeiro, Harvard, Princeton y Berkeley.
Colaboró en numerosas revistas, entre ellas Studi di filologia italiana, Cultura neolatina o L'Approdo letterario, fue redactor jefe de Paragone, director (con Maria Corti, D'Arco Silvio Avalle y Dante Isella) de Strumenti critici, codirector de Medioevo romanzo y de la colección Critica e filologia de la editorial Feltrinelli. También estuvo a cargo como editor de la página cultural del diario Corriere della sera.
En colaboración con Carlo Ossola, publicó una antología de poesía italiana con Einaudi, así como una antología escolar con Clelia Martignoni, con la editorial por Mondadori, cuyos cuatro grandes volúmenes —que abarcan la literatura italiana desde Dante a Pasolini— se conocen simplemente como Segre-Martignoni. Realizó ediciones críticas de las Sátirae de Ludovico Ariosto, de la Chanson de Roland, del Libro dei vizi e delle virtù de Bono Giamboni y, en colaboración con Santorre Debenedetti, de Orlando furioso de Ariosto, así como de numerosos prefacios de textos de lingüistas y autores clásicos.
Como expresidente de la Asociación Internacional de Estudios Semióticos,[2] contribuyó con sus investigaciones a la introducción de teorías formalistas y estructurales en la crítica literaria italiana. Desde el punto de vista teórico y metodológico, algunos de sus estudios han sido esenciales, entre ellos:
- I segni e la critica (1969);
- I metodi attuali della critica in Italia en colaboración con Maria Corti (1970);
- Le strutture e il tempo (1974);
- Lingua, stile e società (1976);
- Avviamento all'analisi del testo letterario (1985);
- Notizie della crisi (1993).

Fue miembro correspondiente de la Accademia della Crusca desde 1974, y académico de número desde el 23 de mayo de 1988. Entre los honores recibidos se encuentran la 'Medaglia d'oro ai benemeriti della Scuola, della Cultura e dell'Arte' que otorga el presidente de la República Italiana o el Premio Antonio Feltrinelli de Filología.